# I Am What I Am
«I Am What I Am» (en español: Yo soy lo que soy) es una canción interpretada originalmente en el musical de Broadway La cage aux folles (1983–1987), ganador del Premio Tony. La canción se encuentra en el número final del primer acto de la obra y es interpretada por el personaje de Albin Mougeotte. La canción fue compuesta en 1983 por Jerry Herman, un hombre abiertamente gay.

## Versión de Gloria Gaynor
La canción fue regrabada y reeditada más tarde como sencillo por la Icono LGBT y diva Gloria Gaynor en 1983, y pasó a ser una de las canciones más conocidas por los seguidores de la artista. Si bien era desconocida entre el público estadounidense (alcanzó el puesto nº82 de Hot R&B/Hip-Hop Songs del Billboard), la canción de Gaynor se convirtió en un éxito en otras partes, alcanzando el puesto n.º 13 en el Reino Unido, y se integró en el movimiento del Orgullo LGBT, así como otras de la misma artista, como I Will Survive (1979).

### Lista de pistas
- Sencillo de 7"[1]

A. "I Am What I Am" – 3:51
B. "More Than Enough" – 4:46
- Sencillo de 12"[2]

A. "I Am What I Am" (Extended Version) – 5:56
B. "I Am What I Am" (Dub Mix) – 5:10

### Chart performance
| Chart (1983–84)                                | Peak position |
| ---------------------------------------------- | ------------- |
| Australia (Kent Music Report)                  | 69            |
| Belgium                                        | 36            |
| Germany                                        | 35            |
| Irlanda (IRMA)                                 | 18            |
| Netherlands (MegaCharts)                       | 37            |
| South Africa (Springbok)                       | 12            |
| Switzerland                                    | 20            |
| UK Singles Chart (OCC)                         | 13            |
| U.S. Dance Music/Club Play Singles (Billboard) | 3             |
| U.S. R&B Singles (Billboard)                   | 82            |
| U.S. Billboard Bubbling Under the Hot 100      | 102           |

## Otras versiones
La canción ha sido interpretada también por otros artistas como Shirley Bassey, Marti Webb, Joannie Taylor, Hannah Jones,  Paloma San Basilio, Soraya Arnelas, Ken Page, Gerard-Rene-Gordon, Doug Shneider, Teatro, Linda Eder, John Barrowman, Marta Sánchez, Amateur Transplants y Anthony Warlow.
Se versionó como canción grupal en la edición 2018 del conocido programa de televisión Operación Triunfo de RTVE.
En Argentina, la cantante Sandra Mihanovich realizó en 1984 una versión en español de la canción, la cual dio también nombre a su álbum Soy lo que soy.